# 1914년 금융 위기
1914년 금융 위기는 제1차 세계 대전 초 7월 위기 시기에 주로 영국이 전쟁 노력에 필요한 자금을 조달하기 위해 약 30억 달러(2022년 가치로 77.51억 달러에 해당)에 달하는 해외 포트폴리오 투자를 매각하면서 발생한 금융위기이다. 이로 인해 미국 주식 시장은 4개월, 런던 증권 시장은 5개월 동안 폐쇄되었다. 또한 이 사건은 미국이 국제 금융 시장의 선두 주자로 부상하면서 국제 경제 질서의 변화를 알리는 계기가 되었다. 이 금융 위기는 동시에 발생한 정치 위기에 가려져 비교적 잘 알려져 있지 않다.

## 사건
사라예보 사건은 1914년 6월 28일에 발생했다. 1914년 7월 23일의 최후통첩 이후 전쟁은 피할 수 없게 되었다. 그 날부터 1914년 7월 27일 사이에 런던 은행들은 대출금을 회수하고, 금을 비축하며, 자금 조달을 철회했다. 유럽인이 달러를 금으로 교환하고 영국 대출 상환 수요 증가로 파운드 스털링 가치가 급등하면서 미국에서 유럽으로의 금 운송량이 사상 최고치를 기록했다. 오스트리아-헝가리는 1914년 7월 28일 세르비아에 선전포고하며 제1차 세계 대전을 시작했다.
미국의 위기 대응은 초기 단계였던 연방준비제도를 대신하여 당시 미국의 재무장관이었던 윌리엄 깁스 매커두가 주도했다. 달러와 파운드 스털링의 가치가 모두 금에 고정되어 있어 평소에는 크게 변동하지 않았지만, 파운드 스털링의 가치가 4.87달러에서 6.75달러로 상승하자 일부에서는 미국이 금본위제를 포기할 수밖에 없을 것이라고 생각했다. 1914년 7월 30일, 매커두는 달러를 보호하고 금본위제를 유지하기 위해 재무부 사무실에 금을 분배했다. 1914년 7월 31일, 며칠간의 매도 사태 이후, 매커두는 영국인들의 미국 증권 매각을 막기 위해 뉴욕 증권거래소를 4개월 동안 폐쇄했다. 8월 3일, 매커두는 1907년 공황에서처럼 은행들이 예금 태환성을 중단하도록 강제하는 뱅크런을 피하기 위해 지폐 공급을 늘렸다. 1914년 8월 4일, 미국 의회는 은행이 자본의 최대 125%까지 통화를 발행할 수 있도록 허용하는 법안을 통과시켰다. 잠수함 공격의 위험과 보험 부재로 인해 해상 교통이 혼란스러워졌고, 결과적으로 수출용 곡물과 식량 공급이 항구에 쌓여 철도에 의한 추가 배송 금지가 시행되었다. 1914년 8월 14일 기업 지도자들과의 회의에서 매커두는 물품을 운송할 선박을 조직했고, 이어서 전쟁 위험 보험법의 통과를 추진했다. 매커두는 또한 올드리치-브릴랜드 법을 사용하여 은행이 미국 국채의 필수 담보 없이 국립은행권을 발행할 수 있도록 했다. 1914년 9월 4일, 월스트리트 은행과 협력하여 매커두는 대마불사라고 판단한 뉴욕시에 대한 미국 재무부 보조금 지원 구제금융을 주도했다. 뉴욕시는 영국 정부에 대한 부채가 가치 상승 중인 파운드 스털링으로 표시되어 있었기 때문에 파산 위기에 처해 있었다. 1914년 11월 11일, 달러는 더 이상 할인 거래되지 않았고 이는 미국이 금융 강국으로 부상한 날을 의미했다. 1915년 1월까지 각국은 런던 대신 뉴욕시를 방문하여 자본을 조달했다.
영국의 위기 대응은 당시 영국의 재무장관이었던 데이비드 로이드 조지가 주도했다. 잉글랜드 은행은 7월 30일에 은행 금리를 3%에서 4%로, 7월 31일에는 8%로, 그리고 8월 1일에는 10%로 인상했다. 이후 잉글랜드 은행은 최후의 대부자가 되었다. 프랑스, 독일, 이탈리아 기관들의 채무 불이행을 우려하여 잉글랜드 은행은 가치가 급락한 은행들이 보유한 금융 자산을 매입했고, 영국 정부는 잉글랜드 은행이 입은 손실에 대해 납세자 보증을 제공하는 데 동의했다. 영국의 독일에 대한 선전포고는 1914년 8월 4일에 발생했다. 1914년 8월 5일, 1914년 통화 및 은행권 법이 시행되어 영국에서 금본위제가 중단되었고, 전쟁 후 재개될 것으로 예상되었다. 1914년 8월, 재무부는 새로운 통화(지폐는 당시 재무부 상임비서관인 존 브래드버리 경이 서명했으며 "브래드버리 노트"로 알려짐)를 대량으로 인쇄하여 통화량을 늘렸다. 통화 기반은 1914년 2억 8,800만 파운드에서 1918년 5억 3,100만 파운드로 확대되어 인플레이션을 초래했다. 재산, 개인 소득, 사업 소득에 대한 세금이 크게 인상되었다. 국방비 지출은 1912~1913 회계연도 GDP의 3.1%에서 1914~1915 회계연도 GDP의 14.9%로 증가했으며, 교육, 교통, 기타 민간 서비스에 대한 지출은 감소했다. 정부 적자와 부채는 전례 없는 수준에 달했다.
대부분의 국제 증권 시장은 8월 1일부터 장기간 폐쇄되었다. 많은 주요 경제국은 모든 유통증권의 의무적인 지급에 대한 지불유예를 선언했다. 러시아 제국 국립은행은 1914년 7월 27일, 국가은행은 1914년 8월 4일, 프랑스 은행은 1914년 8월 5일에 금 지급을 중단했다.
1914년 11월 28일, 뉴욕 증권거래소는 채권 거래만 재개했으며, 1914년 12월 12일에는 주식 거래를 재개했다. 그날 다우 존스 산업평균지수는 24.39% 하락(1916년 20개 구성 종목을 기준으로 소급 계산 시)하여 71에서 54로 떨어졌는데, 이는 출범 이래 최악의 하락이었다. 그러나 그날 실제로 지수에 포함된 12개 구성 종목을 사용하여 계산하면 지수는 재개장 시 상승했다. 어떤 계산 방식이든 그해 말 주식 시장은 회복되었지만, 1916년 말부터 1917년 초까지 40% 하락했다.
런던 증권거래소는 1915년 1월 4일 재개되었지만 국제 경제 질서는 이미 바뀌어 있었다.